# ميكا يوهانسون
ميكا يوهانسون (بالفنلندية: Mika Johansson)‏ (13 مارس 1984 كيركونومي فنلندا - ) هو لاعب كرة قدم فنلندي يلعب كحارس مرمى.